# Флајн
Флајн (њем. Flein) општина је у њемачкој савезној држави Баден-Виртемберг. Једно је од 46 општинских средишта округа Хајлброн. Према процјени из 2010. у општини је живјело 6.589 становника. Посједује регионалну шифру (AGS) 8125030.

## Географски и демографски подаци
Флајн се налази у савезној држави Баден-Виртемберг у округу Хајлброн. Општина се налази на надморској висини од 212 метара. Површина општине износи 8,5 km². У самом мјесту је, према процјени из 2010. године, живјело 6.589 становника. Просјечна густина становништва износи 778 становника/km².

## Међународна сарадња
| Мјесто | Држава    | Врста сарадње | Од    |
| ------ | --------- | ------------- | ----- |
|        | Француска | партнерство   | 1965. |
| Извор  |           |               |       |